# Mittitjärnen (Vilhelmina socken, Lappland)
Mittitjärnen är en sjö i Vilhelmina kommun i Lappland och ingår i Ångermanälvens huvudavrinningsområde.